# Pang Chun-ting
Pang Chun-ting (chinesisch 彭振町; * 2. Januar 1983 in Hongkong) ist ein chinesischer Komponist.

## Leben
Pang Chun-ting studierte von 2002 bis 2006 Komposition bei Law Wing-fai und Elektronische Musik bei Clarence Mak an der Hong Kong Academy for Performing Arts.
Nach dem Bachelor of Music (Honours) (2005) und dem Professional Diploma (2006) studierte er von 2006 bis 2008 mit einem CASH-Auslandsstipendium Komposition bei Malcolm Peyton und John P. Mallia am New England Conservatory of Music in Boston, wo er 2008 den Master of Music erwarb. Mit einem weiteren Stipendium promovierte er bei David Felder an der University at Buffalo, The State University of New York in Amherst. Außerdem besuchte er in Royaumont (Frankreich) Kompositionskurse von Brian Ferneyhough. 2013 gehörte er zu den Teilnehmern des Dian Red Kechil International Young Composers Residency am Yong Siew Toh Conservatory of Music in Singapur.
Seine Kompositionen wurden bereits vom Arditti Quartett, dem Ensemble Sortisatio, dem Ensemble Linea, dem Cikada Ensemble und dem Hong Kong Philharmonic Orchestra aufgeführt. Sie wurden u. a. beim Hong Kong Contemporary Music Festival, der Musicarama, dem ISCM World Music Days 2010 in Sydney und als Vertreter der Asian Composers League in Tel Aviv dargeboten.

## Auszeichnungen
- CASH Composition Scholarship der Hong Kong Academy for Performing Arts (2006/07)
- CASH Music Scholarship for Overseas Studies (2006/07)[7]
- NEC Merit Award (2006/07)
- Center for 21st Century Music Scholarship der University at Buffalo, The State University of New York (2008)
- Dean’s Scholarship der University at Buffalo, The State University of New York (seit 2009)

## Werke
- Pulse of the Ocean (2007)
- When a Golden Fish is Morphing into Squares (2009)
- 3 Linear Studies (2010)
- ... ’til no Sorrow (2010)
- In Different Spaces (2010)
- When the Rain is Dissolving the Clouds (2011)
- Reverberation of Qin in an Ocean of Pines  (2012)
- As Snow (2012)